# Manor Marussia F1 Team

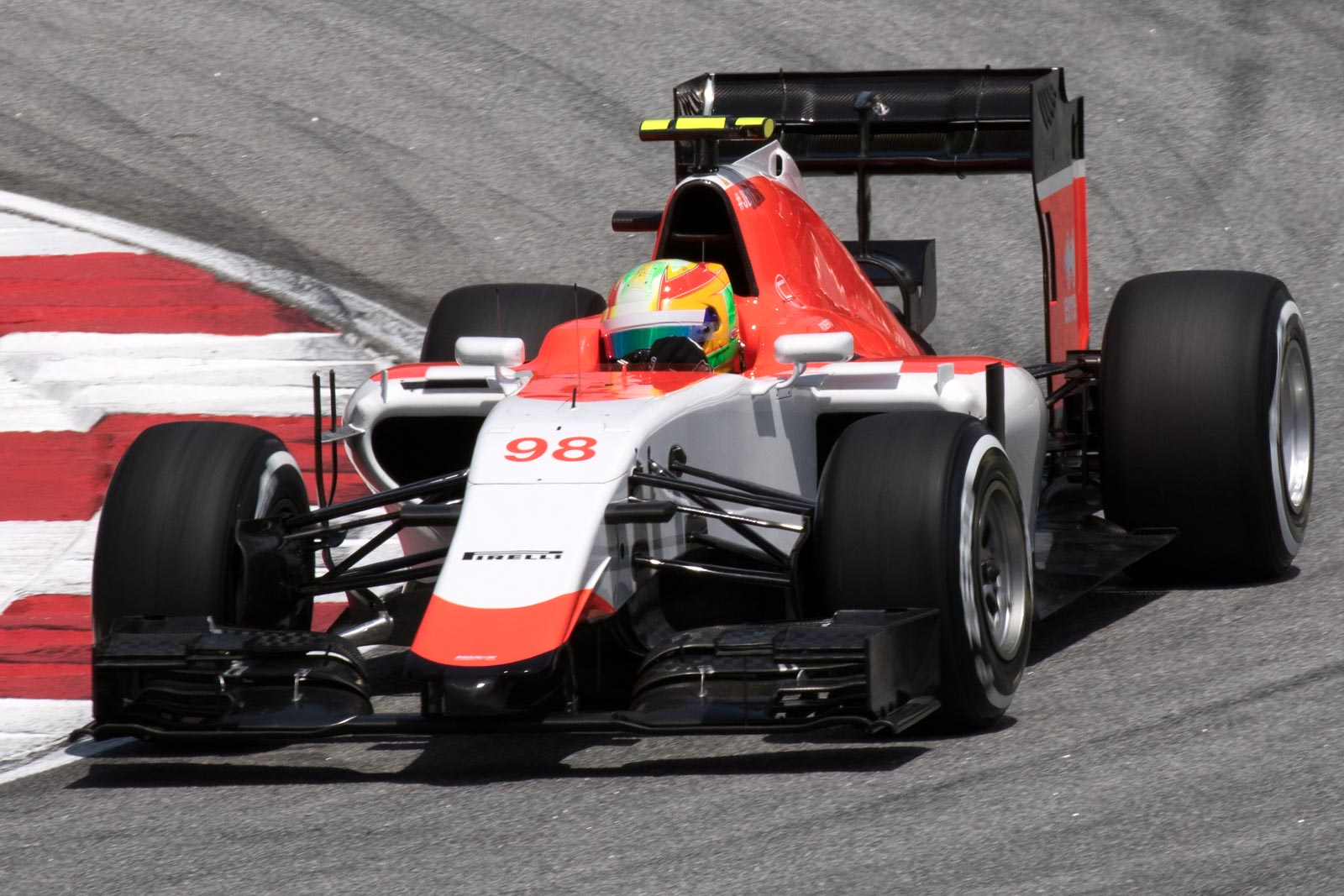
Roberto Merhi amb el MR03B

Manor Marussia F1 Team és una escuderia britànica de Fórmula 1. La base de l'actual equip va ser l'anterior Marussia (2012-2014) i originalment Virgin (2010-2011). Manor està controlat per l'empresari irlandès Stephen Fitzpatrick, fundador de Ovo Energy.

## Història
L'estructura de l'equip va sorgir de l'antic equip Marussia. El 5 de novembre de 2014 es va publicar la llista oficial de la FIA dels equips inscrits per 2015, sorprenent l'aparició de Manor en lloc de Marussia F1 Team. La marca britànica es va inscriure sota el nom de Manor F1 Team (com a companyia, Manor Grand Prix Racing LTD), però no va confirmar als seus pilots fins a dies abans del Gran Premi d'Austràlia. Al principi es desconeixia si podrà formar part del mundial de 2015, a causa que si Marussia no participava en el Gran Premi d'Abu Dhabi, Bernie Ecclestone no els conservaria el lloc per a la temporada entrant; i a més, l'equip va sortir a subhasta. Però després es va confirmar que l'equip va trobar un nou comprador, per la qual cosa se'ls mantenia la plaça per al proper campionat.

### 2015: Una nova oportunitat
Manor es va inscriure per disputar la temporada 2015 amb una versió actualitzada del cotxe de 2014 de Marussia (el MR03), en ser aprovat per la FIA, Bernie Ecclestone i diversos equips de Fórmula 1. Confirmada la seva participació en el Gran Premi d'Austràlia, primera carrera de la temporada, van nomenar com a pilots a Will Stevens i Roberto Merhi. De totes maneres, no va poder participar en cap sessió de la primera carrera de la temporada.

## Seu
Manor F1 Team es va instal·lar a Dinnington, lloc on es van situar les antigues instal·lacions de l'escuderia Virgin Racing. Això va ser perquè Marussia va subhastar la seva seu i va ser adquirida per Haas F1 Team.

## Resultats complets en Fórmula 1
(Resultats en negreta indica pole position) (Resultats en cursiva indica volta ràpida)
| Any   | Xassís | Motor                      | Neu.    | Nº | Pilots        | 1   | 2   | 3   | 4   | 5   | 6   | 7   | 8   | 9   | 10  | 11  | 12  | 13  | 14  | 15  | 16  | 17  | 18  | 19  | Punts | Posició final |
| ----- | ------ | -------------------------- | ------- | -- | ------------- | --- | --- | --- | --- | --- | --- | --- | --- | --- | --- | --- | --- | --- | --- | --- | --- | --- | --- | --- | ----- | ------------- |
| 2015* | MR03B  | Ferrari 059/3 1.6 V6 Turbo | Pirelli |    |               | AUS | MYS | CHN | BAH | ESP | MON | CAN | AUT | GBR | HUN | BEL | ITA | SIN | JPN | RUS | USA | MEX | BRA | ABU | 0     | 10º           |
| 2015* | MR03B  | Ferrari 059/3 1.6 V6 Turbo | Pirelli | 28 | Will Stevens  | DNP | DNS | 15  | 16  | 17  | 17  | 17  | Ret | 13  |     |     |     |     |     |     |     |     |     |     | 0     | 10º           |
| 2015* | MR03B  | Ferrari 059/3 1.6 V6 Turbo | Pirelli | 98 | Roberto Merhi | DNP | 15  | 16  | 17  | 18  | 16  | Ret | 14  | 12  |     |     |     |     |     |     |     |     |     |     | 0     | 10º           |